# MI 2N
Het MI 2N-materieel (Materiel interconnexion à 2 niveaux) is een type elektrische treinstellen van Alstom en Bombardier voor de Réseau express régional in de regio Île-de-France wat gezamenlijk is ontwikkeld door de RATP (voor de RER A) en de SNCF (voor de RER E). Het materieel is qua uiterlijk vrij gelijk maar intern zijn er grote verschillen, waardoor het niet mogelijk is om treinstellen van de RATP en de SNCF gekoppeld te laten rijden.

## RATP materieel

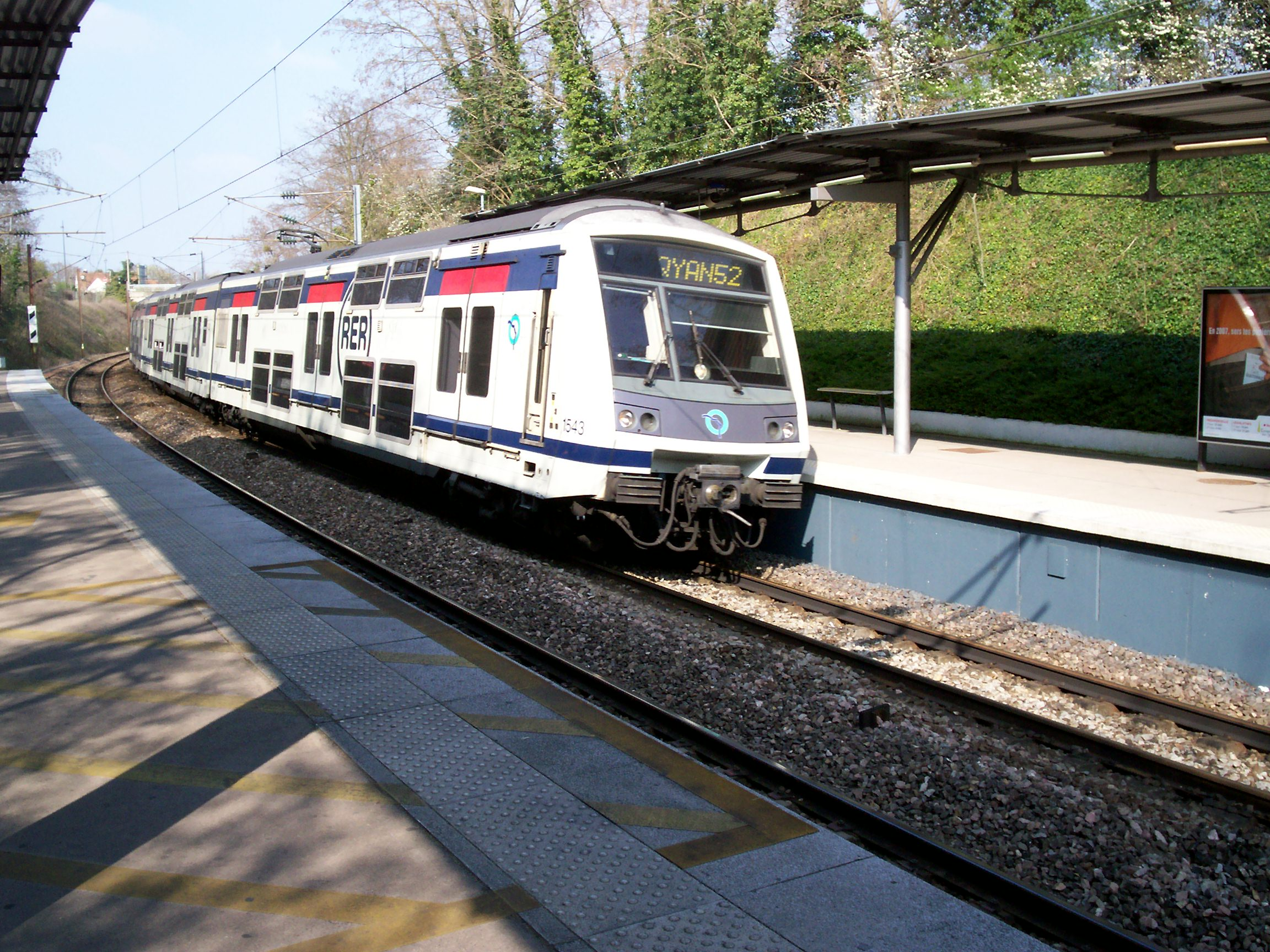
MI 2N Altéo bij Neuville-Université.

### Altéo
De MI 2N Altéo-treinen, vaker ook wel MI 2N genoemd, rijden op lijn A van de RER.

### MI 09
De MI 09, de volgende generatie release van MI 2N Alteo (met mogelijkheid om samen met zijn voorganger samen te rijden) werd in 2009 door de RATP besteld als vervanger van het MI 84, omdat het materieel minder capaciteit heeft en de RER A, waar deze nu rijdt en waar het MI 09 gaat rijden, zwaar overbelast is. De eerste trein is halverwege 2011 aan de pers voorgesteld, de eerste treinen zijn sinds 5 december 2011 in dienst op de lijn. Het contract bevat een optie op meer treinstellen om alle enkeldekstreinen te vervangen op de lange termijn.

## SNCF-materieel

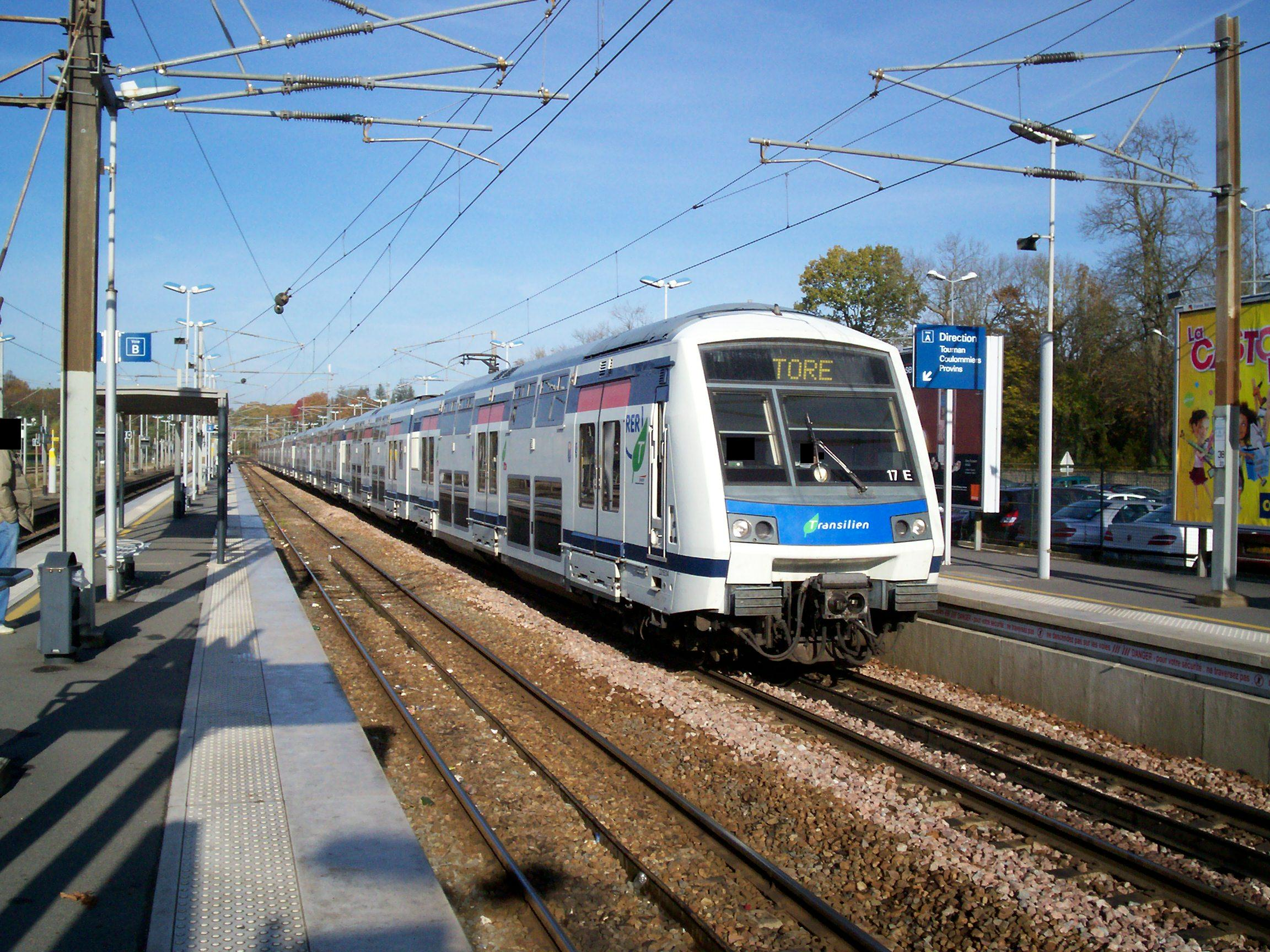
Een treinstel Z 22500 bij Gretz-Armainvilliers

Het Z 22500-materieel (of MI2N Éole), vaker ook wel MI 2N genoemd, rijdt op Lijn E van de RER.